# Lijst van Eerste Kamerleden voor BBB
Een overzicht van alle huidige en voormalige Eerste Kamerleden voor de BoerBurgerBeweging. Na de Eerste Kamerverkiezingen in 2023 was de partij voor het eerst vertegenwoordigd in de Eerste Kamer.
| Eerste Kamerlid       | Begindatum      | Einddatum       |
| --------------------- | --------------- | --------------- |
| Robert Croll          | 13 juni 2023    | 2 juni 2025     |
| Robert van Gasteren   | 11 juli 2023    |                 |
| Math Goossen          | 13 juni 2023    |                 |
| Arie Griffioen        | 13 juni 2023    |                 |
| Eugène Heijnen        | 13 juni 2023    |                 |
| Wim Jaspers           | 13 juni 2023    |                 |
| Eric Kemperman        | 13 juni 2023    | 19 mei 2025     |
| Jan Klopman           | 13 juni 2023    | 4 juli 2023     |
| Frans van Knapen      | 13 juni 2023    |                 |
| Bart Kroon            | 13 juni 2023    |                 |
| Ilona Lagas-Meijer    | 13 juni 2023    |                 |
| Andrea van Langen     | 13 juni 2023    |                 |
| Robbert Lievense      | 6 februari 2024 |                 |
| Henk Marquart Scholtz | 13 juni 2023    |                 |
| Gert-Jan Oplaat       | 13 juni 2023    |                 |
| Tekke Panman          | 13 juni 2023    |                 |
| Pim Walenkamp         | 13 juni 2023    | 31 januari 2024 |
| Elly van Wijk         | 13 juni 2023    |                 |